# La Rocque
La Rocque (Ausspracheⓘ) ist eine ehemalige französische Gemeinde mit zuletzt 91 Einwohnern (Stand: 1. Januar 2013) im Département Calvados in der Region Normandie.
Am 1. Januar 2016 wurde La Rocque im Zuge einer Gebietsreform zusammen mit 13 benachbarten Gemeinden als Ortsteil in die neue Gemeinde Valdallière eingegliedert.

## Geografie
La Rocque liegt im Hügelland der Normandie (französisch Collines de Normandie), rund 17,5 Kilometer ostnordöstlich von Vire-Normandie und 40 Kilometer südwestlich von Caen.

## Bevölkerungsentwicklung
| Jahr                             | 1793 | 1836 | 1876 | 1926 | 1946 | 1968 | 1990 | 2013 |
| Einwohner                        | 152  | 302  | 256  | 183  | 144  | 115  | 86   | 91   |
| Quelle: Cassini, EHESS und INSEE |      |      |      |      |      |      |      |      |

## Sehenswürdigkeiten
- Kirche Saint-Étienne-et-Sainte-Anne aus dem 18. Jahrhundert
- Schloss La Rocque